# صيد الحيتان العرضي

مجموعة من دلافين فرايزر.

صيد الحيتان العرضي هو الصيد العرضي لأنواع الحيتانيات غير المستهدفة بواسطة مصائد الأسماك. والأنواع التي تتأثر بشدة من جراء ذلك تشمل الدلافين وخنازير البحر والحيتان. وقد يحدث الصيد العرضي عن طريق الوقوع في شباك صيد السمك وخيوط صيد السمك أو عن طريق الصيد المباشر باستخدام الصِنارة أو شباك الجر.
ويتزايد صيد الحيتان العرضي من حيث الكثافة والشيوع. وهذا هو الاتجاه المرجح استمراره بسبب زيادة النمو السكاني وزيادة الطلب على مصادر الغذاء البحري فضلًا عن تصنيع مصائد الأسماك التي تمتد إلى مناطق جديدة. وتتصل مصائد الأسماك هذه بطريقة مباشرة وغير مباشرة بالحيتان. أحد الأمثلة على الأتصال المباشر هو الأتصال الجسدي للحيتان مع شباك صيد السمك. والاتصال غير المباشر من خلال مسارات الغذاء البحرية حيث تعمل مصائد الأسماك على تقليل مخزون الأسماك بشدة والتي تعتمد عليها الحيتان من أجل الغذاء. يتم اصطياد الحيتان بصورة عرضية في بعض مصائد الأسماك ولكن يتم الاحتفاظ بها نظرًا لقيمتها كغذاء أو طعم. وبهذه الطريقة تصبح الحيتان هدفًا لمصائد الأسماك.

## اتجاهات الصيد العرضي

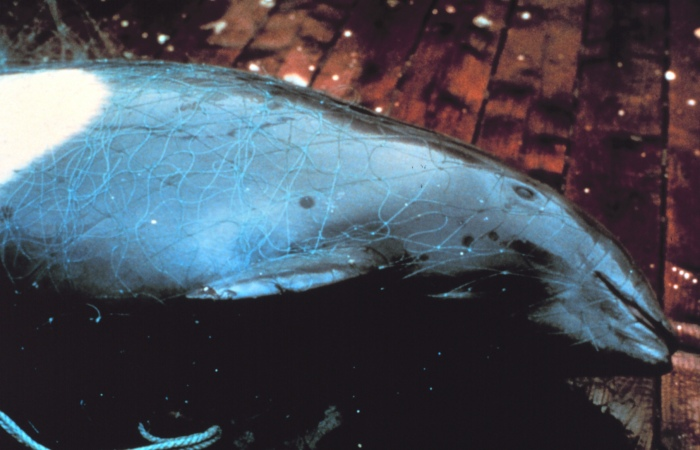
وقوع خنزير البحر دال في شبكة صيد السمك

إن صيد الحيتان العرضي في ازدياد بشكل عام. ويحدث معظم الصيد العرضي للحيتان في العالم بواسطة مصائد الأسماك التي تستخدم الشباك الخيشومية. لقد كان المعدل السنوي للصيد العرضي في الولايات المتحدة وحدها من 1990 إلى 1999 هو 6215 من الثدييات البحرية، وتعد الدلافين وخنازير البحر هي الحوتيات الرئيسية التي وقعت في أسر الشباك الخيشومية. وفي دراسة أجراها رييد وآخرون تم تقدير الصيد العرضي العالمي من خلال مراقبة مصائد الأسماك في الولايات المتحدة وتوصلوا إلى الاستنتاج الذي يفيد بأن التقدير السنوي هو 653365 من الثدييات البحرية التي تضم 307753 من الحوتيات و345611 من زعنفيات الأقدام قد تم اصطيادها من عام 1990 وحتى عام 1994.
بينما تعد الشباك الخيشومية هي مصدر القلق الرئيسي فإن هناك أنواع أخرى من الشباك تشكل مشكلة أيضًا مثل: الصيد بشباك الجر وصيد بالشباك البيرسينية والصيد بالشباك الكيسية والصيد بالخيوط الصنارية الطويلة والشباك العائمة. وتعرف الشباك العائمة بمعدلاتها العالية من الصيد العرضي وهي تؤثر في جميع الحوتيات وغيرها من الأنواع البحرية. وهي تعد قاتلة بالنسبة للحيتان ذات الأسنان الصغيرة (الحيتان ذات الأسنان) وحيتان العنبر وكذلك الثدييات البحرية الأخرى والأسماك مثل أسماك القرش والطيور البحرية والترسة. العديد من مصائد الأسماك تستخدم عادة شباك عائمة يزيد حجمها عن الحد المقرر من قبل الاتحاد الأوروبي 2.5 كم / قارب. ويمثل هذا الصيد غير المشروع بالشباك العائمة مشكلة رئيسية، لاسيما في مناطق التربية والتغذية للحوتيات.